# Fluorpolymere
Fluorpolymere oder auch Fluorkunststoffe sind Polymere auf Basis von Fluorcarbonen mit mehrfachen Kohlenstoff-Fluor-Bindungen, bei denen meist ein großer Teil oder sogar alle sonst enthaltenen Wasserstoffe durch Fluor ersetzt sind (siehe per- und polyfluorierte Alkylverbindungen).
Fluorpolymere zeichnen sich u. a. durch hohe Chemikalien- und Temperaturbeständigkeit aus. Sie sind elastisch bis zäh, jedoch meist wenig fest.
Ebenso wie die Fluorcarbone sind sie nicht von der Van-der-Waals-Kraft betroffen, wie Kohlenwasserstoffe, und besitzen dadurch Anti-Haft- und reibungsvermindernde Eigenschaften. Die mehrfachen Kohlenstoff-Fluor-Bindungen verleihen ihnen eine große chemische Beständigkeit.
Die größte wirtschaftliche Bedeutung besitzt mit 60–70 % Marktanteil Polytetrafluorethen (PTFE), das unter dem Handelsnamen Teflon vertrieben wird. Weitere wichtige Fluorpolymere sind Tetrafluorethylen-Hexafluorpropylen-Copolymer (FEP) und Polychlortrifluorethylen (PCTFE). Thermoplastische Fluorpolymere machen 30 % der Fluorpolymere aus.:395 Temperatur- und Chemikalienbeständigkeit sind in der Regel umso besser, je höher der Fluorgehalt ist. Dabei ist das 1938 entdeckte Polytetrafluorethen (PTFE) noch immer unübertroffen.

Polytetrafluorethylen

Polychlortrifluorethylen

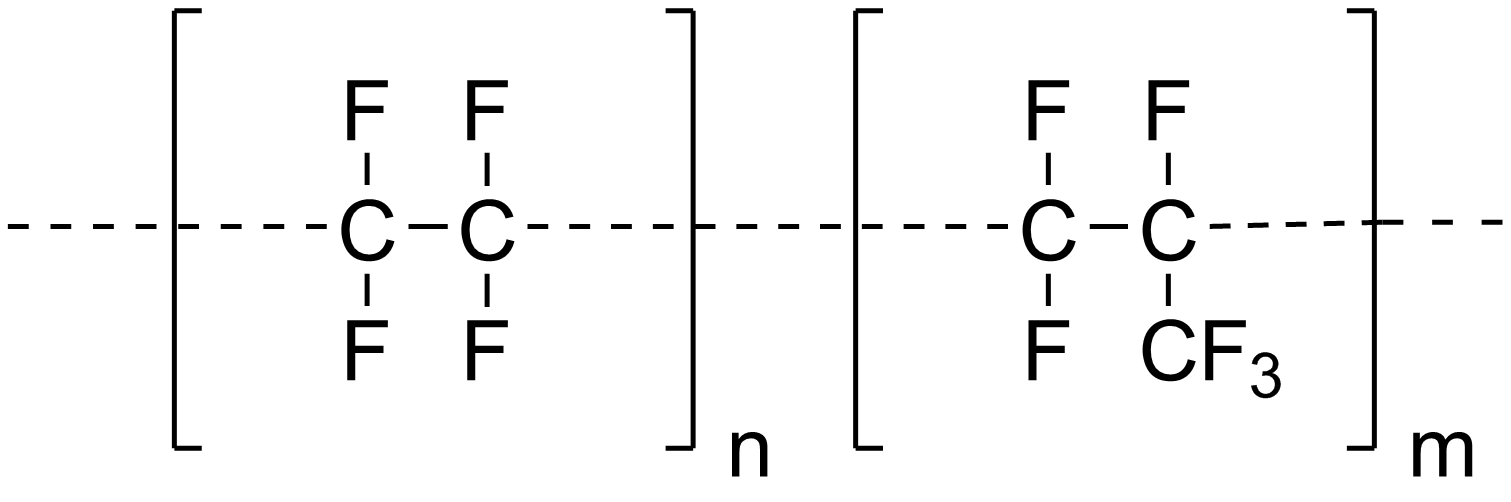
Tetrafluorethylen-Hexafluorpropylen-Copolymer

## Allgemeines
Eine Einteilung der Fluorpolymere erfolgt in solche, die in der Schmelze nicht verarbeitbar sind (englisch Non-Melt Processible Fluoroplastics, z. B. PTFE), solche, die in der Schmelze verarbeitbar sind (thermoplastische Fluorpolymere oder Fluorthermoplaste; englisch Melt Processible Fluoroplastics), Fluorkautschuke (FKM bzw. FPM) und sonstige Fluorelastomere (Perfluorkautschuk FFKM, Tetrafluorethylen/Propylen-Kautschuke FEPM, fluorierte Silikonkautschuke).
Fluorpolymere bestehen häufig in der Hauptkette ausschließlich aus Kohlenstoffatomen, es gibt aber auch solche mit Heteroatomen, z. B. Polyfluorsiloxane und Polyfluoralkoxyphosphazene.

## Eigenschaften
Polytetrafluorethen (PTFE) ist das mengenmäßig wichtigste Fluorpolymer. Aus ihm können die Eigenschaften anderer Fluorpolymere hergeleitet werden, da PTFE als Stammsystem für die meisten anderen Fluorpolymere dient.

### Chemische Eigenschaften
Den mechanischen Eigenschaften eines Werkstoffes liegen seine chemischen Eigenschaften zugrunde. Polytetrafluorethen ist trotz der großen Elektronegativitätsdifferenz zwischen Kohlenstoff und Fluor ein unpolares Polymer, da sich die räumlich entgegengesetzten Dipole in ihrer Wirkung aufheben.:65 Die chemischen Eigenschaften werden von der starken Kohlenstoff-Fluor-Bindung bestimmt, die nur schwer gebrochen werden kann. Die unverzweigte Molekülkette mit sehr hohem Polymerisationsgrad (starke Linearität) führt zu hoher Kristallinität. Der Molekülaufbau des PTFE ist völlig symmetrisch; da die Fluor-Atome (im Verhältnis zum Wasserstoff in Polyethen) relativ groß sind, schirmen sie das Kohlenstoff-Gerüst ab und zwingen die Molekülkette in eine Helixstruktur.:388

### Mechanische Eigenschaften
Generell gilt, dass bei geringer Polarität Festigkeit, Steifigkeit, Härte und Wärmeausdehnung gering sind, das Isolationsvermögen dagegen groß ist. Dies ist auch bei PTFE der Fall. Durch die hohe Kristallaußerdeminität ergibt sich eine hohe Erweichungstemperatur, eine extrem hohe Viskosität der Schmelze und eine hohe Beständigkeit gegenüber Wärme und Chemikalien. Auch die geringen zwischenmolekularen Kräfte bewirken eine geringe Festigkeit und Steifigkeit sowie geringe Oberflächenhaftung.:388

### Eigenschaften thermoplastischer Fluorpolymere
Die Verarbeitung von PTFE ist schwierig. Aufgrund der hohen Viskosität der Schmelze kann PTFE nicht wie andere Thermoplaste im erweichten Zustand verarbeitet werden. Eine thermoplastische Verarbeitbarkeit kann durch Modifikationen des Monomers Tetrafluorethen erreicht werden. Fluoratome werden durch Chlor (wie bei Polychlortrifluorethylen) oder ein Trifluormethyl (wie bei Tetrafluorethylen-Hexafluorpropylen-Copolymer) ersetzt, was zu Störungen im regelmäßigen Molekülaufbau führt. Die Chemikalien- und Wärmebeständigkeit der thermoplastisch verarbeitbaren Polymere verringert sich durch die Modifikation.

## Verwendung und Verarbeitung

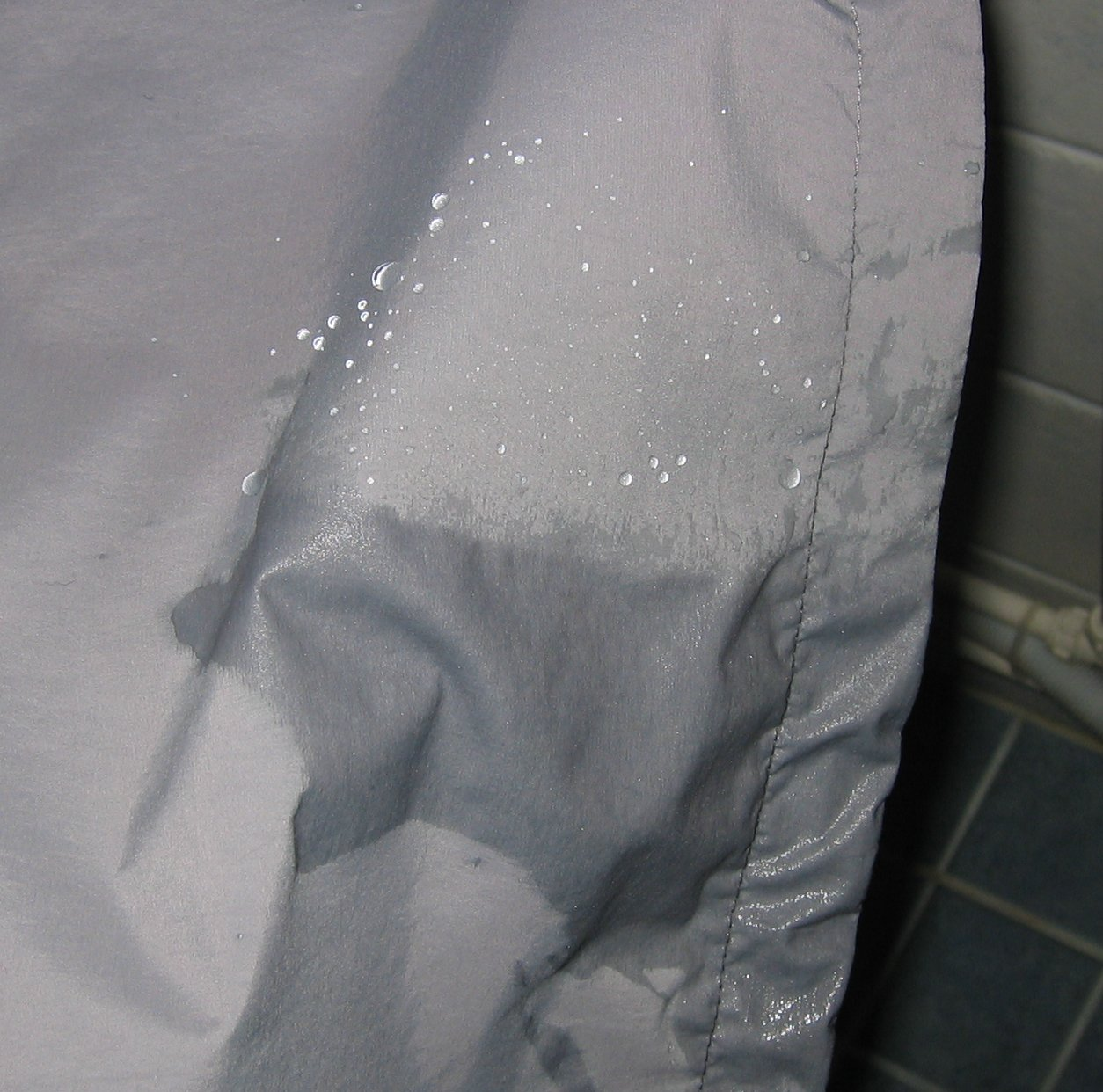
Jacke aus Gore-Tex

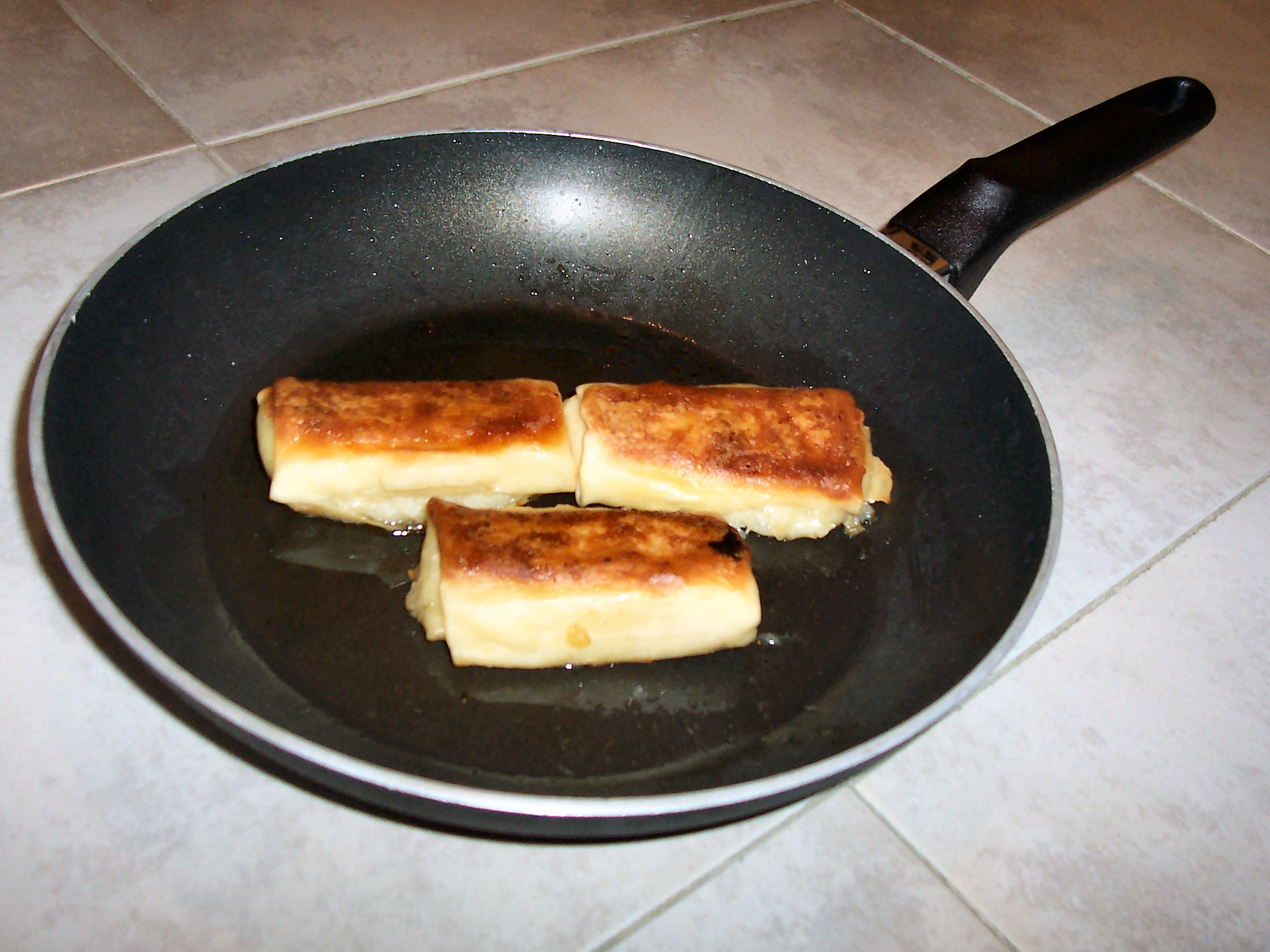
Teflon-Pfanne

Fluorpolymere besitzen eine hohe chemische und thermische Stabilität, gute elektrische Isoliereigenschaften, hervorragende Witterungsbeständigkeit, eine gute Kerbschlagzähigkeit, antiadhäsives Verhalten und sie sind unbrennbar. Aus dem antiadhäsiven Verhalten folgt eine geringe Benetzbarkeit sowie gute Gleiteigenschaften. Fluorpolymere sind physiologisch unbedenklich. Elastizitätsmoduln und Zugfestigkeit thermoplastischer Fluorpolymere entsprechen denen von Standardkunststoffen.
Fluorpolymere werden zu den Hochleistungskunststoffe gezählt. Nachteilhaft sind bei Fluorpolymeren die hohen Kosten sowie die schwierige Verarbeitung.

### PTFE
PTFE besitzt unter allen Werkstoffen die größte Chemikalienresistenz. Es ist hochtemperaturbeständig, unbrennbar und ein guter elektrischer Isolator. PTFE ist im Bereich von −270 bis +280 °C einsetzbar. Oberhalb der Einsatztemperatur schmilzt PTFE nicht, sondern erweicht lediglich. Bei über 400 °C findet Zersetzung statt. PTFE ist ein Thermoplast, der jedoch aufgrund der sehr hohen Schmelzviskosität nicht mit für thermoplastische Kunststoffe üblichen Verarbeitungsverfahren wie Spritzgießen verarbeitet werden kann. Bauteile und Halbzeuge aus PTFE können somit nur im Press-Sinter-Verfahren hergestellt werden. Es ist weiß, biegsam und sehr gleitfähig. Aufgrund seiner Resistenz wird PTFE in Laborumgebung, für Hochtemperaturisolierung und in der Hochspannungstechnik verwendet. Geschäumtes PTFE besitzt eine mikroporöse Struktur, ist wasserabweisend und luftdurchlässig. Gestrecktes PTFE mit Mikroporen findet unter dem Namen Gore-Tex Verwendung als wasserdichte, aber dampfdurchlässige Schicht in Textilien. PTFE neigt unter Belastung zum Kriechen; dem kann allerdings durch Füllstoffe entgegengewirkt werden. Dadurch, dass PTFE sehr unpolar ist, ist es antiadhäsiv und besitzt ausgezeichnete Gleiteigenschaften. Durch die starke Kohlenstoff-Fluor-Bindung ist es außerdem sehr witterungs- und UV-beständig.
Da PTFE oberhalb der hohen Schmelztemperatur sehr viskos ist, kann es nicht mit üblichen Urformverfahren verarbeitet werden. PTFE wird daher entweder in Form von Pasten oder Pulvern durch Pressen und Sintern sowie eine Kombination aus beidem verarbeitet. Zerspanung wird aufgrund der hohen Materialkosten vermieden.

### Thermoplastische Fluorpolymere
Es existieren neben den beiden hier gezeigten Fluorpolymeren Tetrafluorethylen-Hexafluorpropylen-Copolymer (FEP) und Polychlortrifluorethylen (PCTFE) zahlreiche weitere thermoplastische Fluorpolymere. Diese Polymere sind jedoch nicht so beständig wie PTFE; PCTFE wird von Chlorkohlenwasserstoffen und Estern angegriffen, FEP von chlorierten Kohlenwasserstoffen. Die thermoplastischen Kunststoffe können nach gängigen Verfahren wie Extrusion und Spritzguss verarbeitet werden. Darstellung und Anwendung dieser Polymere erfolgt analog zu PTFE.

## Wirtschaftliche Bedeutung
Der heutige Weltbedarf an Fluorpolymeren beträgt etwa 100.000 Tonnen pro Jahr (2004). Fluorpolymere sind mit 10–35 €/kg gegenüber Standardkunststoffen sehr teuer, bedingt durch die aufwändige Herstellung. Basis für die Fluorproduktion ist das Mineral Flussspat, welches weltweit ausreichend zur Verfügung steht. Wichtige Einsatzgebiete finden sich im Bau chemischer Anlagen und Apparate, im Maschinenbau und in der Elektrotechnik.

## Beispiele
| Polymer                          | Handelsname                                                                | Monomer(e)                            | Schmelzpunkt (°C) |
| -------------------------------- | -------------------------------------------------------------------------- | ------------------------------------- | ----------------- |
| Polyvinylfluorid (PVF)           | Tedlar (DuPont)                                                            | Vinylfluorid                          | 200               |
| Polyvinylidenfluorid (PVDF)      | Kynar (Arkema) Solef (Solvay Solexis) Hylar (Solvay Solexis)               | Vinylidenfluorid                      | 175               |
| Polytetrafluorethylen (PTFE)     | Teflon (DuPont), Algoflon und Polymist (Solvay Solexis), Polyflon (Daikin) | Tetrafluorethylen                     | 327               |
| Polychlortrifluorethylen (PCTFE) | Kel-F (3M), Neoflon (Daikin)                                               | Chlortrifluorethen                    | 220               |
| Perfluoralkoxy-Polymere (PFA)    | Neoflon (Daikin)                                                           | z. B. PPVE + TFE                      | 305               |
| Ethylen-Tetrafluorethylen (ETFE) | Tefzel (DuPont), Fluon Asahi Glass Company, Neoflon (Daikin)               | Tetrafluorethylen + Ethylen           | 265               |
| Perfluor(ethylen-propylen) (FEP) | Symalit FEP                                                                | Tetrafluorethylen + Hexafluorpropylen | 257               |

## Biologische Bedeutung
Fluorpolymere zeigen keine akute oder subchronische systemische Toxizität, Irritation, Sensibilisierung, lokale Toxizität bei Implantaten, Genotoxizität (in vitro und in vivo), Hämolyse, Komplementaktivierung oder Thrombogenität. Es bestehen jedoch Bedenken hinsichtlich der Persistenz und der Toxizität und von fluorierten Verarbeitungshilfsstoffen sowie die Exposition von Mensch und Umwelt. Eine Vielzahl anderer PFAS, einschließlich Monomere und Oligomere, werden während der Herstellung, Verarbeitung, Verwendung und Entsorgung von Fluorpolymeren emittiert.
Während 3M im Jahr 2025 aus der Herstellung von Fluorpolymeren und anderen PFAS aussteigen will, wollen andere Hersteller auf die Verwendung von fluorfreien Emulgatoren umsteigen, statt der Emulsionspolymerisation die Suspensionspolymerisation anwenden oder die Emissionen der Fluortenside verringern.

## Monomere, die als Basis von Fluorpolymeren eingesetzt werden
- Perfluorcycloalkene (PFCA)
- Ethen (E)
- Fluorethen (VF1)
- 1,1-Difluorethen (VDF or VF2)
- Tetrafluorethylen (TFE)
- Chlortrifluorethylen (CTFE)
- Propylen (P)
- Hexafluorpropylen (HFP)
- Perfluorpropylvinylether (PPVE)
- Perfluormethylvinylether (PMVE)